# Ein Mann seiner Klasse (Film)

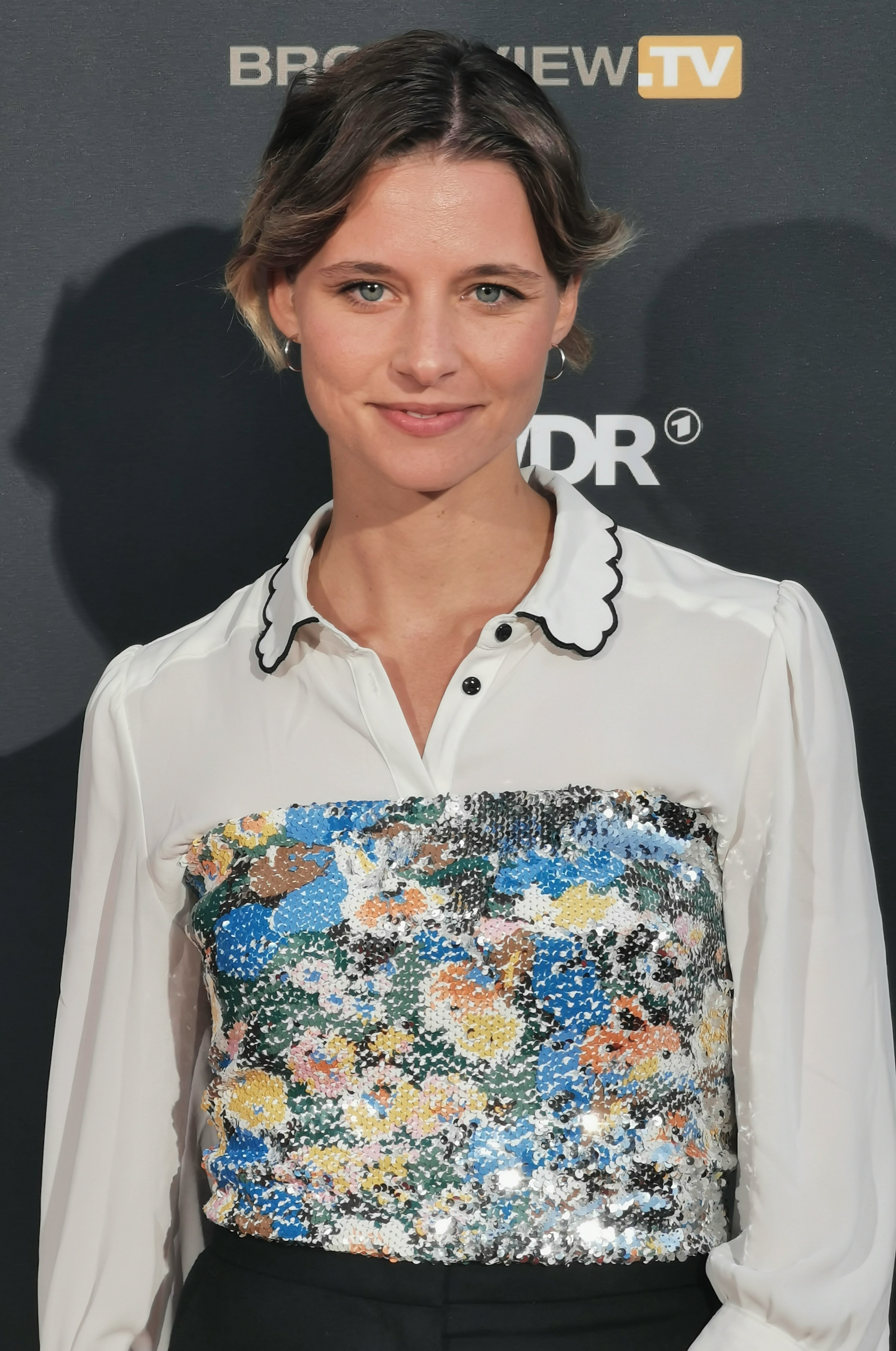
Svenja Jung spielt Christians Tante Juli (Foto von 2023)

Ein Mann seiner Klasse ist ein deutscher Fernsehfilm von Marc Brummund aus dem Jahr 2024. Es ist die Verfilmung des gleichnamigen Buchs von Christian Baron, das 2020 erschien. Premiere hatte der Film am 2. Juli 2024 auf dem Filmfest München. Im Fernsehen wurde der Film zuerst am 2. Oktober 2024 im Ersten ausgestrahlt.

## Handlung
1994 in Kaiserslautern. Der 10-jährige Christian, sein älterer Bruder Benny und seine jüngere Schwester Laura leben in prekären Verhältnissen. Vater Ottes ist Möbelpacker, der in betrunkenem Zustand unberechenbar sein kann, worunter die Kinder und seine erneut schwangere Frau Mira zu leiden haben. Ottes möchte, dass Christian trotz Gymnasialempfehlung auf die Hauptschule geht und einen „ordentlichen Beruf“ erlernt; Mira hingegen wünscht sich, dass ihr Sohn seine Chancen nutzen kann. Als Mira erneut von Ottes verprügelt wird, verliert sie ihr Kind, zuvor wurde bereits ein Tumor in ihrem Bauch diagnostiziert. Dann verliert Ottes wegen Diebstählen seinen Job, ist aber zu stolz, Sozialhilfe zu beantragen oder Unterstützung von Miras Schwester Juli anzunehmen. Mira hatte zwar angekündigt, ihn zu verlassen, bringt dies jedoch nicht übers Herz. Wenig später stirbt sie. Ihr Tod stürzt Laura in eine Depression, nur von Christian lässt sie sich trösten.
Die drei Kinder werden von Tante Juli aufgenommen, die sich außerdem um ihren eigenen Säugling kümmern muss. Christian hängt weiterhin an seinem Vater, von dem Juli nichts hält. Durch Julis energisches Einschreiten gegen das Jugendamt besucht Christian das Gymnasium und freundet sich dort mit einem türkischen Jungen an. Juli bekommt vom Familiengericht das Sorgerecht für die Kinder, gegen Ottes’ heftigen Protest, dessen Vater Horst Juli sogar gewaltsam einschüchtert. Miras zweite Schwester Ella, die in eine höhere Schicht geheiratet hat, versucht Christian für Kultur zu begeistern, nimmt ihn in die Oper mit, gibt ihm Zeitungen zu lesen und stellt ihm einen Praktikumsplatz in einer Zeitungsredaktion in Aussicht. Doch Christian kann damit nicht viel anfangen und schlägt ihre Zuwendung schließlich aus.
Christian wird von seinem türkischen Freund, der nicht weiß, dass Christian nicht schwimmen kann, bei einem Besuch im Freibad aus Spaß in ein Schwimmbecken gestoßen. Er geht unter und wird bewusstlos ins Krankenhaus eingeliefert. Als Juli dort sieht, welche Sorgen sich Ottes um seinen Sohn macht, bietet sie Christian an, zu seinem Vater zu ziehen, was er erfreut annimmt. Doch bald fällt Ottes in seine üblichen Gewohnheiten zurück. Er versetzt Christian bei dessen erstem Fußballspiel im Verein, da er sich in der Stammkneipe volllaufen lässt, auch kommt es durch seine Nachlässigkeit zu einem Wohnungsbrand.
Als Christian endgültig zu Ottes umziehen soll, bleibt der Junge kurzentschlossen mit seinem Gepäck am Straßenrand stehen und signalisiert damit, dass er doch nicht umziehen möchte. Ottes versteht den Wink und sie umarmen sich herzlich.

## Produktion
Der Film wurde vom 1. Juni 2023 bis zum 11. Juli 2023 gedreht. Viele Szenen wurden in der ersten Junihälfte 2023 in Kaiserslautern gedreht, hier unter anderem in den Straßen um die Röhmschule, beim Rathaus und am Adolph-Kolping-Platz.

## Hintergrund
Der Film basiert auf dem gleichnamigen Buch von Christian Baron, das 2020 veröffentlicht wurde. Der Autor schrieb das Buch auf Vorschlag einer Literaturagentin, nachdem er 2019 zum Internationalen Frauentag einen Essay in einer Sonderausgabe vom Freitag veröffentlicht hatte. Darin behandelte er autobiografisch die in der Kindheit in Kaiserslautern erlebte väterliche Gewalt gegen seine Mutter und seine Geschwister.
Die Ereignisse der Kindheit Christian Barons werden im Film auf einen einzigen Sommer im Jahr 1994 verdichtet. Baron selbst zeigte sich zufrieden mit dem Film. In einem Gespräch mit Hauptdarsteller Camille Moltzen, der zum Zeitpunkt der Dreharbeiten 10 Jahre alt war, sagt Baron, dass er trotz der erlebten Gewalttaten sehr traurig nach dem Tod des Vaters gewesen sei. Dieser starb mit 43 Jahren, „im Endeffekt hat er sich totgesoffen“, so Baron.

## Soundtrack
Für den Soundtrack wurden unter anderem folgende Songs verwendet:
- Rio Reiser (König von Deutschland)
- Frederic Weatherly (Danny Boy)
- Rumble on the Beach (Rumble on the Beach)

## Rezeption

### Kritiken
Die Redaktion des Lexikons des internationalen Films gibt dem Film insgesamt 4 von 5 Sternen und zieht als Fazit: „Die Verfilmung eines autobiografischen Romans konzentriert sich auf die Hauptfigur und verschiebt die sozio-politischen Schlüsse der Vorlage in den Hintergrund. Die ungemilderte Abbildung häuslicher Gewalt steht dabei komplex gezeichneten Charakteren gegenüber, die um einen Ausweg aus ihren prekären Zuständen ringen.“
Rainer Tittelbach verleiht dem Film in seiner Besprechung bei tittelbach.tv insgesamt 5,5 von 6 Sternen.
Henriette von Hellborn bezeichnet den Film bei SWR Kultur als unbedingt sehenswert. Der Film schließe kurze, fröhliche Momente in die Unentrinnbarkeit des Leids ein, „der Zuschauer muss da mit“. Ein Mann seiner Klasse würde den Vater nicht aus der Verantwortung entlassen, wecke aber „Verständnis für diesen Mann, der an seiner Chancenlosigkeit zerbricht“.
Oliver Armknecht bewertet den Film in seiner Besprechung des Films auf film-rezensionen.de mit insgesamt 7 von 10 Punkten.

### Einschaltquote
Bei seiner Erstausstrahlung am 2. Oktober 2024 im Ersten sahen 2,4 Millionen Zuschauer den Film. Dies bedeutete für den Sender einen Marktanteil von 10,4 %.